# Buzzcut Season
„Buzzcut Season” – utwór nowozelandzkiej piosenkarki Lorde, pochodzący z jej debiutanckiego albumu studyjnego, zatytułowanego Pure Heroine. Utwór wydany został 23 września 2013 roku przez wytwórnię Universal Music Group jako singel promujący album. Twórcami tekstu utworu i jego produkcji są Lorde i Joel Little. „Buzzcut Season” to electropopowy utwór, w którym piosenkarka omawia "śmieszność współczesnego życia". Utwór spotkał się z pozytywnym odbiorem przez krytyków muzycznych, którzy chwalili jego produkcję oraz wokal Lorde. „Buzzcut Season” był notowany na listach przebojów w Australii, Nowej Zelandii, Stanach Zjednoczonych i Wielkiej Brytanii. Lorde wykonywała utwór wielokrotnie, w tym podczas występu Late Show with David Letterman oraz jej debiutanckiej trasy koncertowej w 2014 roku.

## Produkcja i wydanie
Twórcami tekstu utworu oraz jego produkcją są Ella Yelich O'Connor oraz Joel Little. „Buzzcut Season” został nagrany w studiu Joela Little, Golden Age Studios w Auckland. 23 września 2013 roku utwór został wydany w Nowej Zelandii jako singel promocyjny w iTunes Store.

## Odbiór
Jason Lipshutz z magazynu Billboard pochwalił produkcję utworu oraz wokal Lorde. Michelle Pitiris z australijskiego magazynu Vulture wybrał „Buzzcut Season” jako najjaśniejszy utwór z albumu Pure Heroine i porównał do utworów zespołu Air.
„Buzzcut Season” zajął 38. i 72. pozycję na streamingowych listach przebojów odpowiednio w Australii oraz Wielkiej Brytanii. 3 października 2013 roku utwór dotarł do 18. miejsca w notowaniu Top 20 New Zealand Artists Singles. W Stanach Zjednoczonych utwór dotarł do 29. miejsca w notowaniu Hot Rock Songs, publikowanym przez tygodnik Billboard.

## Lista utworów
- Digital download[4]

1. „Buzzcut Season” – 4:06

## Pozycje na listach przebojów
| Kraj              | Lista (2013)                       | Pozycja |
| ----------------- | ---------------------------------- | ------- |
| Australia         | Australian Streaming Tracks        | 38      |
| Nowa Zelandia     | Top 20 New Zealand Artists Singles | 18      |
| Stany Zjednoczone | Hot Rock Songs                     | 29      |
| Wielka Brytania   | Official Streaming Chart           | 72      |